# アブドゥル・ムミン
カリド・アブドゥル・ムミン・スレマン（Khalid Abdul Mumin Suleman, 1998年6月8日 - ）は、ガーナ・グレーター・アクラ州アクラ出身のサッカー選手。ラ・リーガ・ラージョ・バジェカーノ所属。ポジションはDF。

## クラブ経歴
母国ガーナのライト・トゥ・ドリーム・アカデミーを経て、2016年8月にFCノアシェランと契約。同月7日のオールボーBK戦でプロデビュー。以降はU-18ユースチームでのプレーが主になっていたが、2018年1月にHBキューゲに半年間のローン移籍で加入。復帰後に先発に定着した。
2020年8月15日、ヴィトーリアSCと4年契約を締結。加入後最終ラインに定着し、活躍した。
2022年9月1日、ラージョ・バジェカーノと4年契約を結んだ。

## 代表経歴
2022年1月にアフリカネイションズカップ2021のガーナ代表に選出されたものの、出場機会なく終了。以降2年間招集されなかったが、2024年6月に再招集。6日の2026 FIFAワールドカップ・アフリカ予選のマリ戦で代表デビューを果たした。